# Estádio Juan Pasquale
O Estádio Juan Pasquale é um estádio de futebol localizado em Núñez, na cidade de Buenos Aires, Argentina. A praça esportiva inaugurada em 25 de maio de 1910 pertence ao Club Atlético Defensores de Belgrano e tem capacidade para cerca de 10 000 torcedores (5 000 na tribuna local Marquitos Zucker e 4 000 na tribuna visitante Rodolfo C. Chiti ).

## História
Originalmente, o Defensores de Belgrano tinha sua cancha no bairro de Belgrano, mais especificamente na Plaza Alberti, onde permaneceu de 1906 a 1910. Por fim, o estádio Juan Pasquale, localizado na rua Comodoro Rivadavia, a poucos metros da Avenida del Libertador no bairro portenho de Núñez, foi inaugurado em 25 de maio de 1910, dia do centenário da Revolução de Maio (Revolución de Mayo) e quatro anos exatos depois da fundação do clube. O nome estádio é uma homenagem a Juan Pasquale, um dos fundadores, integrante da primeira equipe de futebol e primeiro presidente da instituição. A praça esportiva do Dragón (apelido do clube) é uma das mais antigos do país.